# Golbey
Golbey település Franciaországban, Vosges megyében. Lakosainak száma 8827 fő (2022. január 1.). Golbey Épinal, Uxegney, Chantraine, Chavelot, Dogneville, Domèvre-sur-Avière és Les Forges községekkel határos.

## Népesség
A település népességének változása:
| Lakosok száma | 8436 | 8597 | 8751 | 8623 | 8714 | 8798 | 8882 | 8849 | 8827 |
|               | 2013 | 2015 | 2016 | 2017 | 2018 | 2019 | 2020 | 2021 | 2022 |